# Partito Contadino Croato
Il Partito Contadino Croato o Partito Rurale Croato (Hrvatska seljačka stranka, HSS) è un partito politico croato.
Fondato nel 1904 con la denominazione di Partito Contadino Popolare Croato (Hrvatska pučka seljačka stranka - HPSS), nel 1920 ha assunto il nome di Partito Contadino Repubblicano Croato (Hrvatska republikanska seljačka stranka - HRSS) per poi assumere l'odierna denominazione nel 1927.
Riconducibile al centro-sinistra sotto il profilo delle politiche economiche, nelle questioni etiche è portatore di istanze cristiano-democratiche e conservatrici, avendo inoltre una forte corrente social-liberale. È membro del Partito Popolare Europeo.

## Storia del partito

### Dalle origini al 1989
Il partito è stato fondato nel 1904 dai fratelli Stjepan Radić (primo politologo croato, educato a École libre des sciences politiques di Parigi) e Antun Radić (etnologo e etnografo). Non era mai parte della Coalizione croato-serba (principale potere politico del Regno di Croazia-Slavonia dal 1905 alla fine dell'Impero austro-ungarico).
Durante il Regno dei Serbi, Croati e Sloveni, HSS era il principale partito croato. Si è fatto portavoce delle istanze del mondo agrario e dell'indipendentismo croato. Gli agrari, infatti, si erano, già durante l'Impero austro-ungarico, battuti per l'indipendenza della Croazia, così come si opposero alla nascita del Regno dei Serbi, Croati e Sloveni. HSS boicottò le sedute del Parlamento del Regno dei Serbi, Croati e Sloveni. Nel 1929, con la nascita del Regno di Jugoslavia, una monarchia assoluta, tutti i partiti politici, compreso HSS, vennero sciolti per editto regio. Nel 1931 furono concesse alcune libertà politiche e HSS, sotto la guida di Vladko Maček, poté ritornare alla vita politica pubblica. Nel 1938 la Banovina di Croazia (provincia autonoma del Regno di Jugoslavia) ottenne una certa autonomia politica ed alle politiche del 1939 HSS tornò al governo. Tra il 1941 ed il 1945, la Croazia venne invasa dai nazisti. HSS si divise in varie correnti, una si schierò con gli Ustasha, movimento indipendentista filofascista, un'altra sostenne i partigiani, molti dei quali filo-comunisti, un'altra i monarchici, un'altra, la più consistente, preferì la neutralità. Con la conquista del potere da parte del Partito Comunista di Jugoslavia e il Partito Comunista di Croazia furono vietati tutti i partiti politici. Maček continuò a guidare il partito dall'esilio fino alla data della sua morte, nel 1964. Nuovo leader fu Juraj Krnjević, che guidò HSS fino al 1988.

### Dal 1990 ad oggi
Nel 1990, dopo la caduta del regime comunista, HSS venne ufficialmente ricostituito e partecipò alle elezioni politiche, non conseguendo alcun seggio. Le elezioni furono vinte dai nazionalisti dell'Unione Democratica Croata (41,9%), che precedettero gli ex-comunisti del Partito Socialdemocratico di Croazia (SDP). Alle politiche del 1992, HSS ottenne il 4,3% ed elesse 3 deputati. Alle politiche del 1995 e del 2000 si presentò nella Lista Unita (ZL), composta anche dall'Unione Democratica Cristiana Croata (centro-destra), dal Partito della Slavonia-Baranja Croata (autonomisti) e dal Partito Popolare Croato - Liberal Democratici. La ZL ottenne rispettivamente il 18 ed il 15 % dei voti. Nel 2000, HSS entrò a far parte del governo insieme a SDP e HSLS. Alle politiche del 2003, HSS, pur avendo conquistato il 7,2% dei voti, ottenendo, così, 10 seggi, è passato all'opposizione del governo composto da HDZ e HSLS.
Alle parlamentari del 2016 entrò a far parte della Coalizione Popolare, ottenendo 5 deputati (Krešo Beljak, Željko Lenart, Mladen Mađer, Ana-Marija Petin e Davor Vlaović). Dopo la defezione di un deputato (Mađer, che aderì a BM 365), nel 2018 il partito ha costituito un gruppo unitario coi Democratici di Mirando Mrsić, fuoriuscito dal Partito Socialdemocratico di Croazia.

## Risultati
| Elezione          | Elezione               | Voti    | %     | Seggi    |
| ----------------- | ---------------------- | ------- | ----- | -------- |
| Parlamentari 1992 | Parlamentari 1992      | 111.869 | 4,25  | 3 / 127  |
| Parlamentari 1995 | Con IDS-HNS-HKDU-SBHS  | 441.390 | 18,26 | 10 / 127 |
| Parlamentari 2000 | Con HNS-LS-ASH-IDS     | 432.527 | 14,92 | 16 / 151 |
| Parlamentari 2003 | Parlamentari 2003      | 177.359 | 7,15  | 9 / 152  |
| Parlamentari 2007 | Con HSLS-PGS-ZDS-ZS    | 161.814 | 6,53  | 6 / 153  |
| Parlamentari 2011 | Con ZS-SP              | 71.450  | 3,04  | 1 / 151  |
| Europee 2013      | Con HSLS               | 28.646  | 3,86  | 0 / 12   |
| Europee 2014      | Coalizione HDZ         | 381.844 | 41,42 | 1 / 11   |
| Parlamentari 2015 | Coalizione Patriottica | 771.070 | 34,64 | 2 / 151  |
| Parlamentari 2016 | Coalizione Popolare    | 636.602 | 33,45 | 5 / 151  |
| Europee 2019      | Coalizione Amsterdam   | 55.829  | 5,20  | 0 / 11   |